# Pete Coley
Pete Coley (ur. 21 lutego 1981 w Saint Elizabeth) – jamajski lekkoatleta, sprinter.

## Osiągnięcia
- złoty medal Mistrzostw Świata Juniorów (Sztafeta 4 x 400 m Santiago 2000)

## Rekordy życiowe
- Bieg na 400 m - 44.89 (2002)
- Bieg na 400 m (hala) - 45.37 (2002)